# A Magyar Kultúra Lovagjai 2008
A Magyar Kultúra Lovagja 2008. évi kitüntetettjei

## Egyetemes Kultúra Lovagja
334.	 Darabán János (Rahó, Ukrajna) festőművész, „A nemzetközi kapcsolatok ápolásáért”
335.	 Mgr. Kolivosko István (Abaújszina, Szlovákia) könyvtáros, történész, „Könyvtárak közötti kapcsolatok fejlesztéséért”
336.	 Zdenko Mikula (Bratislava, Szlovákia) zeneszerző, „Zeneszerző életművéért és a kórusmozgalom fejlesztéséért”
337.	 Szerencsés János (Budapest) diplomata, kassai főkonzul, könyvtáros, „A nemzetközi kulturális kapcsolatok támogatásáért”
338.	 Grzegorz Wajda (Varsó, Lengyelország) őrnagy, művelődésszervező, festőművész, „A nemzetközi kulturális kapcsolatok ápolásáért”

## Posztumusz A Magyar Kultúra Lovagja
339.	 Szíjjártó Jenő (Pozsony, Szlovákia) zeneszerző, karnagy, „A határon túli magyar kórusmozgalom fejlesztése érdekében kifejtett életművéért”

## A Magyar Kultúra Lovagja
340.	 Dr. Aniszi Kálmán (Budapest) esszéíró, publicista, ny. egyetemi adjunktus, felelős szerkesztő, „Irodalmi munkásságáért”
341.	 Bakó Ildikó (Takácsi) néptánc-oktató, tojásfestő, kézműves, „A település közművelődési fejlesztéséért”
342.	 Dr. Benkő Éva (Jakabszállás) szociológus, népművelő, „A kultúra ápolása érdekében kifejtett életművéért”
343.	 Csikász Gáborné (Nagybarca) tanárnő, „A közművelődés fejlesztése érdekében kifejtett életművéért”
344.	 Dr. Eszenyi Gyuláné (Budapest) pedagógus, rajztanár, „Népi hagyományok ápolása érdekében kifejtett életművéért”
345.	 Dr. Fábri Mihály (Gödöllő) középiskolai tanár, „Pedagógus életművéért”
346.	 Földes Imre (Zagyvarékas) nyugdíjas, „A népi hagyományok ápolásáért”
347.	 Hegedűs Valér (Budapest) zongoraművész, „A magyar zenei kultúra nemzetközi népszerűsítéséért”
348.	 Herbály Jánosné (Bugac) pedagógus, „A közművelődés fejlesztése érdekében kifejtett életművéért”
349.	 Yamada Hiroko (Waraba-shi, Japán) Magyar Turizmus Zrt. Tokyói iroda munkatársa, „A magyar kultúra külföldi népszerűsítéséért”
350.	 Horváth György (Pannonhalma) keramikus, „A közművelődés fejlesztéséért”
351.	 v. Horváth Vilmos Vendel (Houthalen, Belgium) rokkantnyugdíjas, „A kárpát-medencei magyar kulturális közösségek támogatásáért”
352.	 Kemény Gyuláné (Majs) tanárnő, „A település közművelődése érdekében kifejtett életművéért”
353.	 Kozma Imre (Budapest) a Betegápoló Irgalmas Rend szerzetese, „A köz szolgálata érdekében végzett életművéért”
354.	 Köteles Erzsébet (Kassa, Szlovákia) gyógypedagógus, „A határon túli magyar kultúra ápolásáért”
355.	 Prof. Majdán János (Pécs) főiskolai tanár, rektor, „Pedagógusi tevékenységéért”
356.	 Makovecz Imre (Budapest) építész, „A néphagyományok ápolása érdekében kifejtett életművéért”
357.	 Mága Zoltán (Budapest) hegedűművész, „Előadóművészeti tevékenységéért”
358.	 Máté Ottilia (Dunakeszi) énekművész, „A nóta népszerűsítése érdekében végzett életművéért”
359.	 Nagy Ferenc (Csíkfalva, Románia) zenetanár, „A kóruséneklés érdekében kifejtett életművéért”
360.	 Nagy Iván (Berlin, Németország) teológus, „A magyar kultúra külföldi ápolása érdekében végzett életművéért”
361.	 Németh Istvánné (Nagyrákos) polgármester, „A közművelődés érdekében végzett életművéért”
362.	 Pecze István (Szekszárd) trombitaművész, „A kortárs zenei kultúra ápolásáért”
363.	 Dr. Simor Ferencné Bokody Éva (Siklós) agrármérnök, tájház-vezető, „A kulturális örökség ápolása érdekében kifejtett életművéért”
364.	 Dr. Szabó László (Szolnok) nyugalmazott egyetemi tanár, „A kulturális örökség megmentése érdekében kifejtett életművéért”
365.	 Dr. Szanati József (Budapest) ny. ezredes hadtörténész, „A haza szolgálata érdekében kifejtett életművéért”
366.	 T. Pataki László (Salgótarján) színházi rendező, „A színházi kultúra fejlesztéséért”
367.	 Vass József (Óföldeák) helytörténeti kutató, „A közművelődés fejlesztéséért”
368.	 Dr. Vendégh Ferenc (Budapest) okl. közgazdász, „A mezőgazdasági értékek megőrzése érdekében kifejtett életművéért”
369.	 v. Zászlós Zsóka György (Budapest) író, oknyomozó történész, ny. alezredes, „A magyar kultúra külföldi szolgálatáért”

## A Magyar Kultúra Apródja
370.	 Bella Péter (Budapest) főiskolai hallgató, népzenész, „A népzene  ápolásáért”
371.	 Jaczkó Tiborné (Kazincbarcika) adminisztrátor, „Előadóművészeti tevékenységéért”
A Kultúra Lovagrendje Bulláné Farkas Beáta (Kazincbarcika), tanárnőnek, A Magyar Kultúra Apródjának A Magyar Kultúra Lovagja címet adományozta.